# The Binding of Isaac: Four Souls
The Binding of Isaac: Four Souls — це карткова гра, розроблена Едмундом МакМілленом із додатковими дизайнами Даніель МакМіллен і Тайлера Глейла. Заснована на інді-відеогрі The Binding of Isaac, гравці керують одним із кількох персонажів — Ісааком, Юдою, Меггі або Каїном (та іншими), перемагаючи босів, щоб зібрати Загублені душі. Кожен персонаж має свій золотий артефакт, які впливають як на нього, так і на інших гравців, і гравці можуть співпрацювати, щоб перемогти босів і ворогів. Перемагає гравець, який першим здобуде чотири душі. Кампанія на Kickstarter, запущена 27 червня 2018 року, перевищила ціль у розмірі 50 000 доларів США протягом перших 1,5 годин.

## Геймплей
Правила гри подібні до Magic: The Gathering. Кожен гравець випадковим чином обирає персонажа разом зі своїм початковим предметом, 3 центами та 3 картками здобичі. Карти здобичі та артефакт зі скарбами використовуються, щоб допомогти атакувати ворогів і отримати переваги над іншими гравцями.
У свій хід гравець може купити один артефакт у магазині за 10 ¢, напасти на монстра та зіграти одну карту здобичі. Кожна битва монстрів обробляється по-різному, у деяких є лічильники, а в деяких забороняється кидати певні числа. Щоб атакувати, гравець повинен кинути число, більше або рівне значенню кубика, зазначеному на картці монстра. Залежно від кількості, він або атакує монстра, або промахнеться, в результаті чого монстр або гравець отримують пошкодження відповідно чеслу атаки монстра. Якщо гравцеві вдасться вбити монстра, він отримає певні винагороди, такі як здобич або гроші. Якщо монстр є босом, гравець отримує душу(и) на додаток до цих інших нагород або артефакт. Якщо гравець помирає, його хід закінчується, і він скидає предмет, карту здобичі та 1¢. Вони також деактивують свого персонажа та будь-які активовані предмети, які вони контролюють.
Перемагає гравець, який першим отримає 4 душі.

## розвиток
Розробка гри почалася приблизно в 2017 році, коли Джейвон Фрейзер із Studio71 US звернувся до МакМіллена; Studio71 працювала над створенням карткової гри Cyanide & Happiness, Joking Hazard, і запитала МакМіллена, чи цікавить його варіант настільної гри The Binding of Isaac Four Souls. На той момент МакМіллен все ще був зосереджений на розробці The End Is Nigh і The Legend of Bum-bo і відхилив пропозицію. Приблизно через рік Макміллен захворів на грип і під час вільного часу придумав варіант карткової гри для «Зв'язки Ісаака». Після прототипування гри протягом приблизно двох місяців він знову зв'язався зі Studio71, щоб розробити більш детальну інформацію про The Binding of Isaac: Four Souls.
Спеціально до кампанії Four Souls був створений музичний саундтрек, який можна слухати під час гри — атмосферна музика від Даніеля Кейнана, яка нагадує тривожну ігривість Isaac.

Studio71 запропонувала шлях Kickstarter для отримання фінансування для гри, оскільки вони успішно використали це для Joking Hazard. Макміллен був обережний, знаючи, що цифрові Kickstarter можуть зазнати невдачі, але погодився використовувати його, якщо вони мали майже готовий продукт для продажу на початку Kickstarter, і що він міг розширити настільну гру, додавши нові картки, коли розширені рівні цілі Kickstarter будуть досягнуті. Напередодні Kickstarter у червні 2018 року МакМіллен представив нову гру на тему Айзека та назвав її The Binding of Isaac: Four Souls 25 червня 2018 року. Kickstarter, який виявив, що це карткова гра, був запущений через два дні; лише за кілька годин після запуску кампанії проект був успішно профінансований, отримавши ціль у 50 000 доларів США протягом перших 1,5 годин. Кікстартер закінчився, коли 38 335 спонсорів пообіцяли загальну суму 2 650 875 доларів.[джерело?]

## Звільнення
Базове видання містить одинадцять персонажів, їхні стартові предмети, 107 карт монстрів та 104 карти здобичі, 105 карт скарбів, 3 бонусні карти душ для розширеної гри, шестигранний кубик, восьмигранний кубик, 100 пенні та книгу правил. Видання гри із золотою скринькою включає пакет розширення з 99 картками, включно з випадковою фольгою, чотирма персонажами та їхніми відповідними початковими предметами, 30 картками монстрів, 30 картками здобичі та 30 картками скарбів. Гру почали надсилати спонсорам у грудні 2018 року. Протягом 2019 і 2021 років було створено кілька нових карток, які роздавали з предметами на тему Айзека або Едмунда. Одна з цілей Tapeworm на Kickstarter, ще одна карткова гра, створена Едмундом, додала нові картки для 4 душ, які додали персонажа, предмет і 2 нових босів. Nicalis, ігрова компанія, з якою Едмунд працював у минулому, також роздавала картки під час певних подій через свій онлайн-магазин.

## РозширенняRequiem
У квітні 2021 року було анонсовано розширення для The Binding of Isaac: Four Souls під назвою Requiem разом із випуском доповнення Repentance до відеогри The Binding of Isaac: Rebirth. Розширення, майже таке ж велике, як і базова гра, включає предмети та ворогів та артефакти золотого пулу та серебленого пулу із Repentance, як-от усі 17 зіпсованих персонажів, а також інший вміст з оригінальної відеогри. Декілька художників-мультиплікаторів, у тому числі Сем Кіт, Том Банк, Алекс Парді, Піч Момоко та Агнес Гарбовська, долучилися до розширення. 1 червня 2021 року розширення було запущено на Kickstarter із цільовою ціною 100 000 доларів США. Відповідно до оновленої інформації про проект, він був повністю профінансований протягом 3 — 4 хвилин після запуску та досяг 1 000 000 доларів США за 90 хвилин. Розширення завершилося 1 липня 2021 року та зрештою зібрало 6 720 471 долорів. США та стало 17-м найуспішнішим Kickstarter усіх часів платформи ця гра також була надана богато подаунків від платформи данатов. Гра зібрала понад 2,6 мільйона доларів на Kickstarter у 2018 році. Це зробило її однією з найуспішніших настільних кампаній на платформі на той момент. Едмунд активно залучав фанатів до процесу — через опитування, стріми і навіть розгляд ідей від спільноти. Багато карт були натхненні фанатськими теоріями та жартами.
Серед нових карток, доданих до колекції, є ексклюзивні для Kickstarter та інших фонатів гри які дали пожертвуваня картки «Warp Zone», офіційно ліцензовані кросовери з персонажами та предметами з інших відеоігор і франшиз. Серед них персонажі, предмети та монстри з Friday Night Funkin', Cave Story, VVVVVV, PG: Psycho Goreman, Enter the Gungeon, Among Us, Hollow Knight, Cyanide & Happiness, The End Is Nigh, Spelunky, Oddworld: Abe's Oddysee, QWOP, Johnny the Homicidal Maniac, The Room, Baba Is You, Dicey Dungeons, меми на тему ігор The Binding of Isaac, Slay the Spire, Salad Fingers, Hotline Miami, Castle Crashers, Celeste, TowerFall, Nuclear Throne, Don't Starve, The Legend of Bum-bo, Gish, Time Fcuk і сам Едмунд.[джерело?]